# Tykicz Górny
Tykicz Górny (ukr. Гірський Тікич = Hirśkyj Tikycz) – rzeka na Ukrainie, w obwodzie winnickim oraz czerkaskim, prawy dopływ Tykicza.
Długość rzeki wynosi 167 km, powierzchnia dorzecza 3510 km². Główne dopływy to Talnianka (prawy) i Torcz (lewy). Na rzece znajdują się 2 elektrownie wodne i kilka zbiorników retencyjnych, woda z nich jest wykorzystywana do nawadniania.